# Wait (песня The Beatles)
«Wait» (с англ. — «Подожди») — песня группы «Битлз», впервые вышедшая на альбоме «Rubber Soul». Песня приписана авторскому дуэту Леннон/Маккартни, однако, согласно материалам книги «Много лет спустя», Маккартни вспоминает о ней как о собственной.

## Песня
Песня «Wait» была написана для альбома «Help!» в июне 1965 (рассматривалась даже возможность включения её в одноимённый фильм), однако в альбом не вошла (есть версия, что группа предпочла для финала песню «Dizzy Miss Lizzy», записанную специально для северо-американского рынка). При подготовке альбома «Rubber Soul» группа дозаписала несколько партий к исходной версии, чтобы придать ей более современное звучание.
Текст песни описывает беспокойство молодого человека по поводу отношений с его девушкой, когда он находится далеко от неё. Вокальную партию в куплетах исполняют Леннон и Маккартни, тогда как в средней восьмитактовой секции поёт лишь Маккартни.

## Запись песни
Первая версию песни (ещё для альбома «Help!») группа записала 17 июня 1965 года. 11 ноября были дозаписаны ещё несколько вокальных партий, одна дополнительная гитара (с педалью эффектов), бубен и маракас.
В записи участвовали:
- Джон Леннон — вокал, ритм-гитара
- Пол Маккартни — вокал, бас-гитара
- Джордж Харрисон — гитара
- Ринго Старр — ударные, бубен, маракас

## Кавер-версии
- Британский исполнитель Фрэнки Воган (Frankie Vaughan) выпустил сингл с кавер-версией песни.
- Песня перепевалась также менее известными исполнителями и группами, такими как Sam Lakeman и Cara Dillon, «Yellow Matter Custard», Ben Kweller.